# Léa Griton-Noël
Léa Griton-Noël, née en 1992, est une maîtresse de conférences à Sorbonne Université et astrophysicienne française spécialisée en physique des plasmas dans le système solaire à l'Observatoire de Paris. Elle travaille sur l’interaction du Soleil avec les planètes sur des projets de la NASA et de l’Agence spatiale européenne mais aussi sur l'amélioration de la connaissance des environnements de planètes méconnues, comme Mercure et Uranus.
Léa Griton-Noël travaille, à partir de 2018 au sein de l'Institut de recherche en astrophysique et planétologie (IRAP) à Toulouse puis rejoint en 2021 le Laboratoire d'études spatiales et d'instrumentation en astrophysique (LESIA) à l'Observatoire de Paris en tant qu'enseignante-chercheuse.

## Biographie

### Enfance et études
Native d’Issy-les-Moulineaux, Léa Griton a grandi près du parc de l’observatoire de Meudon,.
Durant son enfance, elle veut devenir enseignante, mais elle assiste à une conférence sur l'astrophysique qui la pousse à s'intéresser au sujet.
Elle obtient son baccalauréat S en 2010, avant de s'inscrire dans une classe préparatoire mathématiques et physique. Cependant, elle abandonne la prépa et l'année d'après, elle poursuit une licence 2 d’ingénierie à l’Université Pierre-et-Marie-Curie, où elle assiste également à un cours d’astrophysique dispensé par Bruno Sicardy, chercheur au Laboratoire d'études spatiales et d'instrumentation en astrophysique (LESIA).
Léa Griton est sélectionnée à l’Université d'Oxford en 2012, pour suivre un stage de recherche en astrophysique. Après cette expérience, elle réussit sa licence en ingénierie mécanique tout en faisant, à distance, le diplôme d’université en astronomie du parcours de formation de l’Observatoire de Paris. Elle y rentre dès l'année d'après pour y suivre un master, et elle y  étudie la magnétosphère de Mercure. Son projet doctoral porte sur une étude comparative de Mercure, Saturne et Uranus pour comprendre, d’une planète à l’autre, si c’est la rotation de la planète ou la dynamique du vent solaire qui gouverne la façon dont la magnétosphère change au cours du temps. Elle soutient sa thèse, intitulée « Simulations de l'interaction du vent solaire avec des magnétosphères planétaires : de Mercure à Uranus, le rôle de la rotation planétaire », sous la direction de Filippo Pantellini et Michel Moncuquet, le 10 septembre 2018 avant de rejoindre l’Institut de recherche en astrophysique et planétologie (IRAP) à Toulouse, pour son post-doctorat, sur un projet de satellite autour d’Uranus ou de Neptune, dont les possibles premiers résultats sont attendus vers 2040. Elle indique alors « C’est ce que j’aime dans l’astrophysique : on peut travailler, loin du temps court de l’actualité politique et des guerres, sur des objets qui ont 4,5 milliards d’années, voire plus, et qui se trouvent à des distances pharaoniques »,.

### Engagement
Léa Griton-Noël est engagée dans l'accessibilité des sciences fondamentales, milieux très masculins, aux femmes. Elle promeut ces idées, à côté de ses recherches, avec des associations comme Femmes et sciences ou encore Wax-Science pour encourager les jeunes filles à se lancer dans une carrière scientifique.

## Domaines de recherche

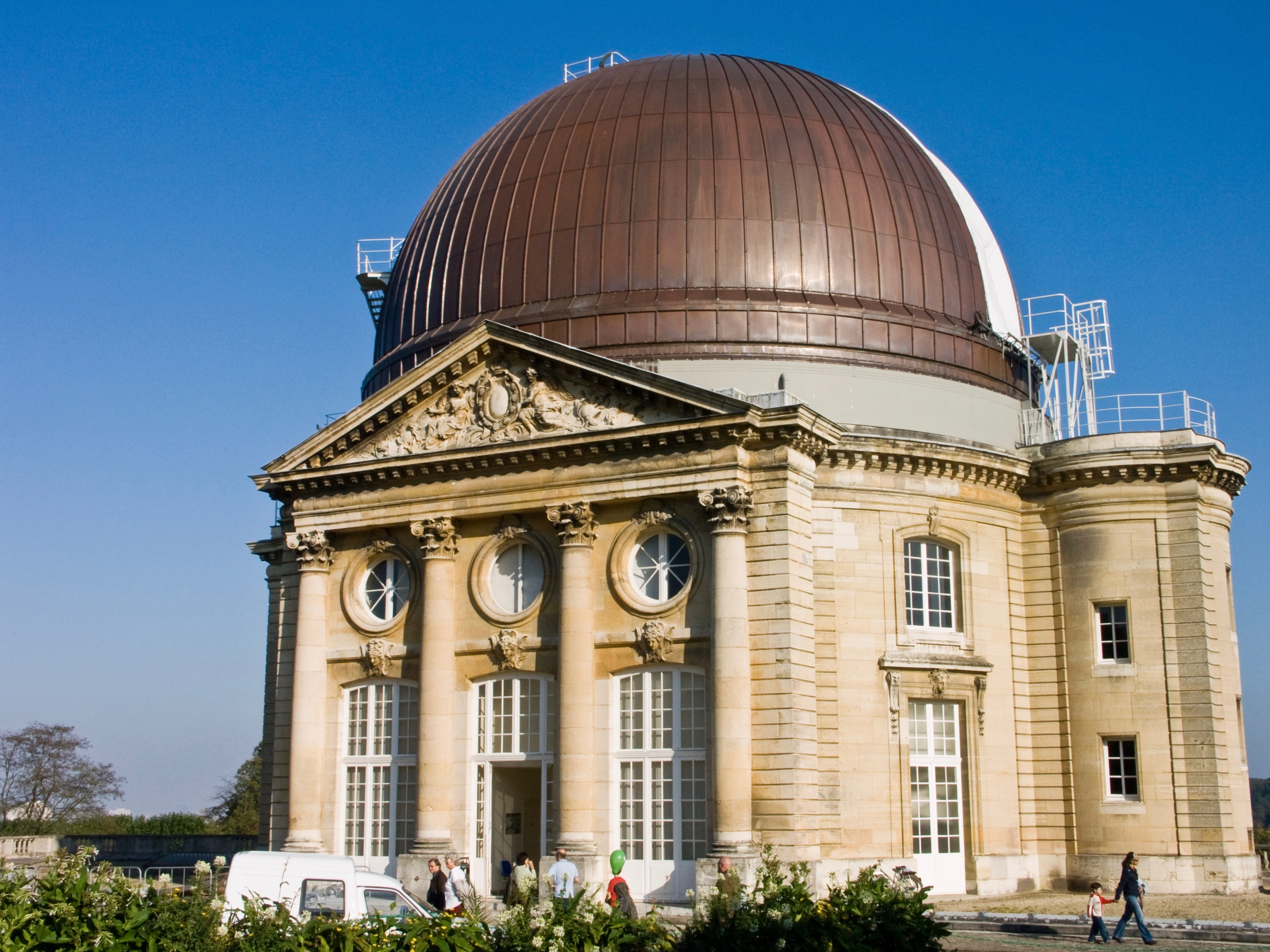
La grande coupole de l'observatoire de Meudon.

### La missionBepiColomboet la magnétosphère de Mecure
À partir de 2021, Léa Griton Noël intègre le Laboratoire d'études spatiales et d'instrumentation en astrophysique (LESIA), elle est impliquée dans la mission BepiColombo. Elle travaille en tant que spécialiste des instruments scientifiques à bord des sondes, contribuant à l'analyse des données recueillies. Elle est associée dans l'équipe scientifique liée à la conception de la sonde SORBET/PWI (Spectroscopie Ondes Radio & Bruit Electrostatique Thermique). Cette sonde a été réalisée au LESIA et fait partie de l'expérience PWI (Plasma Waves Investigation) destinée à étudier, pour la toute première fois en radio-fréquences, la petite magnétosphère de Mercure et son interaction avec le vent solaire. Elle interpréte les informations sur la composition et l'environnement de Mercure.

### L'exploration future de la planète Uranus
Léa Griton Noël travaille, depuis sa thèse, à la préparation d'une mission d'exploration de la planète Uranus. Elle effectue notamment des simulations de la magnétosphère d'Uranus.

### Solar OrbiteretParker Solar Probe
Léa Griton Noël a également une activité de recherche sur le vent solaire, grâce aux missions Solar Orbiter de l'ESA et Parker de la NASA. Ses travaux visent à mieux comprendre les phénomènes solaires et à interpréter les données, ce qui peut protéger nos technologies sur terre et dans l'espace,,,,.

## Vulgarisation scientifique
En 2018, Léa Griton a participé à la création d'un jeu de plateau destiné à présenter au grand public la mission BepiColombo.
En septembre 2022, Léa Griton a participé à la création d'un jeu de société intitulé Solar Orbiter édité par le CNES pour faire découvrir au grand public et aux enfants les enjeux scientifiques de la mission spatiale Solar Orbiter.

## Publications
Léa Griton a publié en 2023 un livre intitulé En quête de planètes, Explorer le Système solaire, aujourd'hui et (après-)demain aux éditions Quanto. Elle y fait une synthèse des recherches sur le système spatial et imagine des perspectives de découverte,.

## Prix
Léa Griton a été membre du comité de rédaction du magazine L'Astronomie, de la Société astronomique de France de 2019 à 2023. Elle a été récompensée par la médaille Camille et Gabrielle Flammarion de la Société astronomique de France pour ses contributions à ce magazine.